# 久保川澄花
久保川澄花（くぼかわ すみか、1983年2月24日 - ）は、D1GPに参戦するドリフトドライバーである。また、女性限定のドリフトコンテスト「ルミライズ」の主催でもある。本名は水貝 澄花（すがい すみか）。

## プロフィール
- 身長：166 cm[1]
- 血液型：A型[1]
- 趣味：植物・動物のお世話、人間行動学[1]
- 性格：せっかち、生き急いでいる、スーパーポジティブ[1]
- ニックネーム：キャサリン[1]

## 来歴
1983年に、幕張駅前にある産婦人科にて次女として生を受ける。
幼少期から、都バスの運転手であった父親に、都バスの営業所内や自宅の私有地で自動車の運転を教えられ、運転に興味を持つ。その後、ウェイクボードを始め、16歳で船舶の免許を取得する。
18歳の時に自動車免許を取得。その後当時の彼氏がレンタルビデオ屋で借りた頭文字DのDVDの影響で走り屋に興味を持つ。
19歳の時に知り合った解体屋がレースをしており、その観戦や移動中の峠道でドリフトを体験したことで、自身もスポーツ走行に興味を持つ。その際、ヤフーオークションでホンダ・インテグラを狙うも落札できず、日産・180SXを購入する。その後、本田技研工業のディーラーに就職が決まるも、日産車に乗っていたことや男尊女卑的な文化もあり不遇な扱いを受けたため辞退。GSユアサの営業所に就職する。
2009年に日光クイーンに参戦し優勝する。
2010年に、チームオレンジに加入。D1LLへの参戦を開始し、年間4勝。初代チャンピオンとなる。また、D1SLにも並行して参戦、第4戦を3位で終え、シリーズ17位で終えた。
2011年も引き続きD1LL、D1SLに参戦。LLでは年間3勝をあげシリーズチャンピオン、SLはシリーズ28位で終えた。
2012年はD1LLで年間4勝し、3連続チャンピオンとなった。D1SLは28位で終える。
2013年はシリーズ中盤から結婚や子育てを理由に参戦を休止したものの、D1LLで1勝し、シリーズ6位、D1SLはシリーズ11位で終えた。また、参戦休止と同時にチームオレンジから脱退した。
2014年、D1LL第6戦にスポット参戦。久々の参戦ながら優勝を果たした。
2016年はMazda Women in Motorsport Projectに参加した。D1LL第6戦にも参戦予定であったが、練習走行で事故が発生したため大会自体が中止となった。
2019年、本格的にモータースポーツに復帰することを宣言、KYOJO CUPに参戦した。
2020年からドリフト競技に復帰した。また、この年に東日本ラリーに参戦した。また、映画『アライブフーン』のカースタントも担当した。
2022年にD1ライツシリーズに参戦。第2戦で単走優勝し、総合2位となった。最終的なシリーズランキングは10位であった。
2023年にミュゼプラチナムからD1GPに参戦。第7戦では自身初の追走進出を果たし、自己最高位の9位となった。最終的なシリーズランキングは27位であった。
2024年はハイチュウからD1GPに参戦する。

## 人物・エピソード
- 幼稚園児のころの夢は、レジ打ちかアイスクリーム屋さん。[2]
- 中学時代は陸上部に所属していたが、中学1年生の時に顧問の教師のやり方に納得がいかず、バレーボール部に変更する。中高一貫であったため、高校でも引き続きバレーボール部に所属した。当時ストイックに部活に打ち込んでいたため、モチベーションの低い部員に厳しく接することもあった。[2]
- 1ヶ月の免許停止期間中に無免許運転をしていた所を、交通機動隊の取り締まりに見つかり、2年間の免許取り消しとなったことがある。免許取り消しとなってからは、サーキットでドリフト走行をするようになった。
- SL時代からマシンカラーは黄色が多いが、これはオプション2の企画にてレンタルガレージで自身の車を黄色くオールペンしたことがきっかけ。ちなみに当時使用したレンタルガレージはJUNTORU。
- 結婚し苗字が変わったが、現在のエントリー名は旧姓の「久保川 澄花」。
  - 2014年、2016年のD1LLや2015年に行われた147回いかす走り屋チーム天国では新姓の「水貝 澄花」でエントリーした。
  - 2019年、KYOJOに参戦した際は「久保川キャサリン澄花」でエントリーした。
- アライブフーンの撮影の際は、現役のD1GP選手が大会等で撮影に参加できないときにひたすら一人で走行をしていたと語った。また、男性役のカースタントを担当する際は体格を大きく見せるため衣装に詰め物をしたり、サイズの大きいスニーカーを履いたりしていたという。特にスニーカーはヒール&トゥー等に影響し大変だったと語った。また、峠でドリフトしているシーンの撮影では、カメラカー(R35型GT-R)でドリフトしている車両を先導している際に、オーバースピードでコーナーに進入してクラッシュした。後ろでドリフトしていた中村直樹曰く、「ウィンカー（加速の合図）の前から速くて、「えっ？ここから加速していくの？」と思った」らしい